# Antonio Restucci
Antonio Restucci (Santiago, 8 de octubre de 1956) es un guitarrista, multiinstrumentista, compositor y lutier chileno. 

## Inicios
Su carrera comienza a temprana edad, a los quince años (con su guitarra eléctrica), acompañaba al cantautor brasileño Manduka, en conciertos, junto a músicos de la agrupación chilena Los Jaivas. También grabó la canción "Canto al Trabajo Voluntario", con el reconocido Osvaldo Gitano Rodríguez. Ya en 1975, mientras vivía en Perú, comenzó sus primeros ejercicios sobre ritmos folclóricos en la guitarra (huaynos, huaylas y música de Cuzco), y antes de los 18, comenzó a componer de manera autodidacta.

## Carrera
Entre los años 1976 y 1986 se convirtió en lutier, construyendo instrumentos como el charango, rabel y salterio. En esta etapa construyó una Mandolina, y tardó diez años para terminarla, suficientes para madurar su propia técnica. Desde esa fecha, se ha transformado en el máximo referente de Chile, en este instrumento. Mientras integraba los grupos de fusión latinoamericana "El Arca" y "Palisandro", en el año 1983 se unió al trío "La Hebra". Esta agrupación era dirigida por el guitarrista Alejandro Escobar.
En esta agrupación Restucci se interiorizó en la técnica y expresividad de la mandolina, componiendo varias obras populares de cámara y creando fusiones con los Chorinhos Brasileños, buscando la influencia de Hermeto Pascoal.
Para esta etapa sus composiciones más destacadas fueron para cuerdas y vientos: "Hilando fino", "Recursos naturales" y "Atravesando mares".

## Reconocimiento Internacional
Luego de una estadía en Madrid, España, se influenció de los maestros del Flamenco (en fusión y jazz), como "El Cigala", "El Bola", "El Vejín", "Jorge Pardo" o el bailaor "Antonio Canales". Luego firmó contrato con el Sello Alerce, y grabó música de la ya desaparecida agrupación "La Hebra". En este sello graba el disco: Hilando fino, 1992, con el bajista Pablo Lecaros, el saxofonista Marcos Aldana y el percusionista Alejandro Reid. Luego viene el disco Plaza del ángel, 1995, con el bajista Marcelo Aedo e inicia nuevas colaboraciones: un cuarteto con viola, chelo y dos guitarras, un dueto de mandolina y "percutería" (batería a base de tambores y accesorios) junto a Juan Coderch, y ensambles de guitarras acústicas con dos de sus "discípulos indirectos": Emilio García y Juan Antonio Sánchez.
A fines de la década de los '90 estudiaba Mandolina mediterránea, céltica y bluegrass. También tocaba música acústica instrumental con Felipe Martínez, jazz fusión con Enrique Luna, acompañaba a Joe Vasconcellos (Verde cerca, 1992), la destacada agrupación Los Tres (Unplugged MTV, 1995), escribe canciones para Francesca Ancarola (Que el canto tiene sentido, 1999; Pasaje de ida y vuelta, 2001; Jardines humanos, 2003) y Claudia Acuña (Luna, 2004), lanzaba sus siguientes álbumes solista Vetas (1996), Cenizas en el mar (1999), Bosque nativo (2000), Crisol (2005) o Ancestros (2008), lo que le convierte en modelo para músicos de cuerdas y fusión que reconocieron su influencia directa: Juan Antonio Sánchez, Ángel Parra, Emilio García, Marcelo Córdova (quien escribió la composición "Restucciana") y Christian Gálvez. 
Se le reconoce por su gran habilidad con todos los instrumentos de cuerdas y el fomento de la fusión latinoamericana en su Chile.

## Discografía solista
- Hilando fino (1992 - Alerce)
- Plaza del ángel (1995 - Edición extranjera)
- Vetas (1996 - Fondart)
- Cenizas en el mar (1999 - Mundovivo)
- Bosque nativo (2000 - Fondart)
- Crisol (2005 - Petroglyph Records)
- Ancestros (2008 - Fondart)
- Sagare Trío (2012 - Fondo para el Fomento de la Música Nacional)
- Ámbar (2014 - Fondo para el Fomento de la Música Nacional)
- Precursor de las aguas (2014 - Fondo para el Fomento de la Música Nacional)
- Sai (2015 - Fondo para el Fomento de la Música Nacional)